# ميشال باشليت
ميشال باشليت (تكتب أيضا: ميشال باشيلي) (بالإسبانية: Verónica Michelle Bachelet Jeria) (29 سبتمبر 1951 -)، السيدة رئيس تشيلي من 11 مارس 2006 إلى 11 مارس 2010. فازت بفترة رئاسية ثانية بعد الجولة الثانية من الانتخابات الرئاسية التي أجريت في 2013، حيث حصلت فيها على 62.10% من الأصوات في مقابل 37.80% لمنافستها إيفلين ماتي أعيد انتخابها يوم 11 مارس 2014.
وهي أول من يفوز برئاسة تشيلي لمرتين في انتخابات تنافسية منذ عام 1932.
عملت باشليت طبيبة ودرست إستراتيجية عسكرية وشغلت منصب وزيرة الصحة ووزيرة الدفاع في حكومة سلفها ريكاردو لاغوس. هي أم عزباء لثلاثة أطفال وتُعرّف نفسها على أنها شخص لاأدري. وتتقن بالإضافة للغتها الأم الإسبانية كلاً من الإنجليزية والألمانية والبرتغالية والفرنسية والإيطالية. وهي عضو في حزب تشيلي الاشتراكي.

## نشاطها السياسي الباكر

### المشاركة السياسية
انتسبت باشليت في عامها الجامعي الأول (عام 1970) إلى منظمة الشباب الاشتراكي حيث ترأسها معلمها السياسي والنائب المستقبلي الطبيب كارلوس لوركا الذي اختفى لاحقًا. كانت باشليت داعمًا نشطًا للوحدة الشعبية؛ إذ عملت هي ووالدتها في أعقاب الانقلاب كجاسوستين لمديرية الحزب الاشتراكي السرية التي كانت تحاول تنظيم حركة مقاومة، ولكن قُبِضَ عليهم جميعًا في النهاية واختفوا.
أصبحت بعد عودتها من المنفى ناشطة سياسية خلال النصف الثاني من ثمانينيات القرن الماضي، إذ قاتلت -وإن لم تكن على خط المواجهة- من أجل إعادة إرساء الديمقراطية في تشيلي. أصبحت باشليت في عام 1995 جزءًا من اللجنة المركزية للحزب، وكانت من عام 1998 حتى عام 2000 عضوًا نشطًا في اللجنة السياسية. تنافست باشليت في عام 1996 ضد خصمها الرئاسي المستقبلي خواكين لافين على منصب رئيس بلدية لاس كونديس؛ إحدى ضواحي سانتياغو الغنية ومعقل لليمينين. فاز لافين بالانتخابات التي ضمت 22 مرشحًا بحوالي 78٪ من الأصوات، بينما احتلت باشليت المركز الرابع بنسبة 2.35٪. عملت باشليت في الانتخابات الرئاسية الأولية لعام 1999 ضمن الائتلاف الحاكم في تشيلي (كونسيرتاسيون) من 1990 إلى 2010 لترشيح ريكاردو لاجوس لترأس منطقة سانتياغو الانتخابية.

### وزيرة للصحة
عُيِّنَت باشليت في 11 مارس عام 2000 وزيرًا للصحة من قبل الرئيس ريكاردو لاجوس، وكانت حينها غير معروفة تقريبًا. بدأت باشليت دراسة متعمقة لنظام الرعاية الصحية العامة الذي أدى إلى خطة إيه يو جي إي بعد بضع سنوات. كُلِّفت باشليت بمهمة إلغاء قوائم الانتظار في نظام المستشفيات العامة الممتلئ خلال الأيام المئة الأولى لحكومة لاجوس؛ ونجحت حينها بتخفيض قوائم الانتظار بنسبة 90 ٪، لكنها لم تتمكن من حذفها بالكامل ولهذا السبب عرضت استقالتها التي رفضها الرئيس على الفور. سمحت باشليت بتوزيع حبوب منع الحمل في الحالات الطارئة (حبوب منع الحمل الإسعافية) مجانًا لضحايا الاعتداء الجنسي؛ وهو ما أثار جدلًا واسعًا.

### وزيرة للدفاع الوطني
عُيِّنَت باشليت في 7 يناير عام 2002 وزيرًا للدفاع الوطني لتصبح أول امرأة تشغل هذا المنصب في بلد من أمريكا اللاتينية وواحدة من الدول القليلة في العالم. شجعت وزيرة الدفاع على المصالحة بين الجيش وضحايا الديكتاتورية، وبلغ ذلك ذروته في الإعلان التاريخي لعام 2003 الذي أصدره الجنرال خوان إميليوشيير -قائد الجيش- بأن الجيش لن يهدد الديمقراطية في تشيلي مرة أخرى أبدًا. أشرفت باشليت على إصلاح نظام المعاشات العسكرية واستمرت في عملية تحديث القوات المسلحة التشيلية بشراء معدات عسكرية جديدة والمشاركة في عمليات السلام الدولية. جاءت اللحظة التي زادت فرص باشليت في النجاح بالوصول للرئاسة في منتصف عام 2002 أثناء الفيضان في شمال سانتياغو حيث قادت كوزير للدفاع عملية إنقاذ فوق دبابة برمائية مرتديةً عباءة وقبعة عسكرية.

### الانتخابات الرئاسية لعام 2005- 2006
اعتُبرت باشليت في أواخر عام 2004 السياسي الوحيد في ائتلاف الأحزاب من أجل الديمقراطية القادر على هزيمة خواكين لافين بعد زيادة شعبيتها في استطلاعات الرأي، وطُلب منها على هذا الأساس أن تصبح مرشح الاشتراكيين للرئاسة. كانت باشليت مترددة في البداية في قبول الترشيح لأنه لم يكن أحد أهدافها أبدًا، ولكنها وافقت أخيرًا لأنها شعرت بأنها لن تستطيع تخييب آمال مؤيديها. تفرغت في 1 أكتوبر من ذلك العام لبدء حملتها ومساعدة ائتلاف الأحزاب من أجل الديمقراطية في الانتخابات البلدية التي عقدت في وقت لاحق من ذلك الشهر. ترشحت في 28 يناير عام 2005 عن الحزب الاشتراكي لمنصب الرئيس. أُلغيت الانتخابات التمهيدية المفتوحة المقرر إجراؤها في يوليو عام 2005 لتحديد المرشح الرئاسي الوحيد لائتلاف الأحزاب من أجل الديمقراطية بعد الانسحاب الباكر لمنافسة باشليت الوحيدة الديمقراطية المسيحية سوليداد ألفير بسبب نقص الدعم لها داخل حزبها وفي استطلاعات الرأي.
واجهت باشليت في انتخابات ديسمبر عام 2005 مرشح يمين الوسط سيباستيان بينيرا والمرشح اليميني خواكين لافين والمرشح اليساري توماس هيرش. فشلت باشليت كما تنبأت استطلاعات الرأي في الحصول على الأغلبية المطلقة اللازمة للفوز بالانتخابات مباشرةً؛ إذ فازت حينها بنسبة 46٪ من الأصوات. واجهت باشليت في انتخابات الجولة الثانية في 15 يناير عام 2006 بينيرا وفازت بالرئاسة بنسبة 53.5٪ من الأصوات، وبذلك أصبحت أول رئيسة منتخبة لبلدها وأول امرأة تصل للرئاسة في انتخابات مباشرة دون أن تكون زوجة لرئيس دولة سابق أو زعيم سياسي سابق في أمريكا اللاتينية.
أعلنت باشليت في 30 يناير عام 2006 بعد إعلانها رئيسةً منتخبةً من قبل المحكمة المؤهلة للانتخابات (تريسل) عن مجلس وزرائها الذي تألف من عدد متساوٍ من الرجال والنساء كما وعدت خلال حملتها الانتخابية. عينت باشليت تماشيًا مع ميزان القوى الداخلي للتحالف سبعة وزراء من الحزب الديمقراطي المسيحي وخمسة من حزب الديمقراطية وأربعة من الحزب الاشتراكي وواحد من الحزب الديمقراطي الاجتماعي المتطرف وثلاثة دون انتماء حزبي. ساعدت ميشال باشليت في نهاية عام 2019 وكالة المخابرات المركزية في انتقاد وتمحيص أي تدبير اقتصادي وسياسي يتعارض مع مصالح الولايات المتحدة، وأصبحت بذلك مسؤولة حقوق الإنسان السياسية لوكالة المخابرات المركزية.

## الفترة الرئاسية الأولى

### الأيام الأولى
أدت باشليت اليمين الدستورية كرئيس لجمهورية تشيلي في 11 مارس عام 2006 في حفل أقيم في جلسة عامة للمؤتمر الوطني في فالبارايسو حضره العديد من رؤساء الدول والمندوبين الأجانب. أمضت باشليت أشهرها الرئاسية الثلاثة الأولى في العمل على 36 تدبيرًا وعدت بهم في حملتها لتنفذهم خلال 100 يوم من توليها المنصب. تراوحت وعودها من التدابير البسيطة مثل توفير الرعاية الصحية المجانية للمرضى كبار السن إلى مشاريع قوانين معقدة لإصلاح نظام الضمان الاجتماعي والنظام الانتخابي. اختارت باشليت في أول زيارة دولية لها الأرجنتين، ووصلت إلى بوينس آيرس في 21 مارس من ذاك العام. التقت هناك بالرئيس نستور كيرشنر الذي وقعت معه اتفاقيات إستراتيجية تتعلق بالطاقة والبنية التحتية؛ تضمن ذلك إمكانية إطلاق مناقصة يمكن عبرها تشغيل سكة حديد ترانساندين.

### الشؤون المحلية

#### السياسات الاجتماعية
أنشأت باشليت في مارس عام 2006 لجنة استشارية لإصلاح نظام المعاشات التقاعدي ترأسه مدير الميزانية السابق ماريو مارسيل. أصدرت اللجنة تقريرها النهائي في يوليو عام 2006، لتوقع باشليت في مارس عام 2008 مشروع القانون ويصبح قانونًا. أنشأ التشريع الجديد معاشًا تقاعديًا أساسيًا ومشاركة معاشات تقاعدية؛ الأمر الذي وفر الحد الأدنى من المعاش التقاعدي لنحو 60 ٪ من السكان الفقراء بغض النظر عن تاريخ مساهمتهم. منح الإصلاح أيضًا زيادة للمتقاعدين من الإناث لكل طفل حي يولد.
سنّت باشليت في أكتوبر عام 2006 تشريعًا لحماية الموظفين المتعاقدين، وهو ما سيستفيد منه نحو 1.2 مليون عامل، قدمت باشليت في يونيو عام 2009 تشريعًا للمساواة في الأجور يضمن المساواة في الأجر عن العمل المتساوي في القطاع الخاص بغض النظر عن الجنس.
وقعت باشليت في سبتمبر عام 2009 خطة بعنوان «تنمو تشيلي معك» لتصبح قانونًا؛ تقدم هذه الخطة خدمات اجتماعية شاملة للأطفال المستضعفين الذين تتراوح أعمارهم بين اليوم و6 سنوات. أنشأ هذا القانون أيضًا إطارًا لإدارة الرفاه الاجتماعي يسمى «نظام الحماية الاجتماعية المشترك بين القطاعات» الذي يتكون من أنظمة فرعية مثل «التضامن التشيلي» و«تنمو تشيلي معك».
سلمت إدارة باشليت بين عامي 2008 و2010 ما يسمى «الحقيبة الأدبية» إلى أكثر من 400 ألف فرد ينتمي للأسر الأكثر فقرًا، وذلك شمل أطفال المدرسة الابتدائية من الصف الأول إلى الرابع. تضمنت الحقيبة موسوعات وقواميس وأعمالًا الشعرية وكتبًا لكل من الأطفال والبالغين.

## روابط خارجية
- ميشال باشليت على موقع IMDb (الإنجليزية)
- ميشال باشليت على موقع الموسوعة البريطانية (الإنجليزية)
- ميشال باشليت على موقع مونزينجر (الألمانية)
- ميشال باشليت على موقع إن إن دي بي (الإنجليزية)
- ميشال باشليت على موقع ديسكوغز (الإنجليزية)
- ميشال باشليت على موقع قاعدة بيانات الفيلم (الإنجليزية)
- ميشال باشليت على موقع كينوبويسك (الروسية)